# Ромераль (вулкан)
Ромераль (ісп. Romeral) — стратовулкан, розташований в департаменті Кальдас, Колумбія. Вулкан знаходиться за 16 км на південний схід від містечка Арансасу, і є найпівнічнішим вулканом у Південній Америці. На північний захід від Ромераль розташований вулкан Серро-Браво.
Вулкан є частиною масиву Руїс-Толіма (Кордільєра-Централь). Розташований в межах Північної вулканічної зони Андського вулканічного поясу, де знаходяться 75 із 204 голоценових вулканів в Південній Америці. Вулканічні породи представлені в основному  дацитами та андезитами. Андський вулканічний пояс утворився в результаті субдукції плити Наска, що підсувається під Південно-Американську плиту . Як і багато інших вулканів, які утворилися в зонах субдукції, Ромераль характеризується виверженнями плініанського типу. В результаті таких вивержень, на північно-західній стороні вулкана, сформувалися два родовища пемзи розділених шаром грунту. Відповідно до радіовуглецевого датування родовища утворилися приблизно 8460 та 7340 років тому.